# Tammy Baldwin
Tammy Baldwin, née le 11 février 1962 à Madison (Wisconsin), est une femme politique américaine. Membre du Parti démocrate, elle est élue du Wisconsin au Congrès des États-Unis depuis 1999, d'abord à la Chambre des représentants, puis au Sénat à partir de 2013.

## Biographie

### Études et politique locale
Tammy Baldwin est originaire de Madison, capitale du Wisconsin. Elle est diplômée d'un baccalauréat universitaire en arts du Smith College en 1984 et d'un doctorat en droit de l'université du Wisconsin à Madison en 1989. Elle devient avocate.
Baldwin se lance en politique dans les années 1980. Elle est élue au conseil du comté de Dane, qui comprend Madison, à partir de 1986. Elle entre à l'Assemblée de l'État du Wisconsin en 1993.

#### Chambre des représentants des États-Unis
En 1998, elle se présente à la Chambre des représentants des États-Unis dans le 2e district du Wisconsin, où elle brigue la succession du républicain modéré Scott Klug (en). Elle est la candidate la plus à gauche de la primaire démocrate mais également celle qui lève le plus de fonds. Elle remporte la primaire avec 37 % des suffrages devant l'ancien exécutif du comté de Dane Rick Phelps (34,7 %), le sénateur Joe Wineke (26,7 %) et le fonctionnaire Patrick J. O'Brien (1,6 %). Dans un district plutôt favorable aux démocrates,, elle est élue représentante avec 52,5 % des voix devant la républicaine Josephine Musser (46,7 %). Elle est la première femme élue au Congrès pour le Wisconsin ainsi que la première représentante lesbienne du pays. Elle est réélue avec 51,4 % des suffrages en 2000 face à John Sharpless alors que le district vote à 58 % pour Al Gore.
Après le recensement de 2000, son district est redécoupé : autrefois compétitif, il devient un véritable bastion démocrate,. À partir de 2002, elle est réélue tous les deux ans en rassemblant toujours plus de 61 % des voix.
L'analyse de ses votes et de ses prises de positions montre que Tammy Baldwin est une social-démocrate, libérale au sens américain du terme.[source insuffisante]

#### Sénat des États-Unis
Alors que le sénateur sortant Herb Kohl décide de ne pas solliciter un nouveau mandat, Baldwin annonce alors sa candidature au Sénat des États-Unis. Le 14 août 2012, elle remporte unanimement l'investiture de son parti.
Le 6 novembre 2012, elle affronte l'ancien gouverneur et secrétaire à la Santé Tommy Thompson. Elle est élue sénatrice avec 51,41 % des voix contre 45,86 % pour Thompson. Tammy Baldwin est la première sénatrice élue ouvertement homosexuelle des États-Unis. Elle est réélue au soir du 6 novembre 2018, en battant la candidate républicaine Leah Vukmir.
Elle est en lice pour sa réélection aux élections sénatoriales de 2024, elle doit faire face au businessman et CEO Eric Holve. Il était déjà candidat à la primaire républicaine en 2012 pour le siège. Les sondages sont très serrées. Le 5 novembre 2024, Tammy Baldwin remporte l'élection.

### Vie privée
Pendant près de quinze années, elle a été en couple avec Lauren Azar avant de se séparer en 2010.